# San Francisco del Progreso (Puebla)
San Francisco del Progreso es una localidad del estado mexicano de Puebla. Es parte del municipio de Zautla.

## Toponimia
El nombre «San Francisco» hace referencia al santo patrono de la localidad: Francisco de Asís.

## Demografía
| Gráfica de evolución demográfica |
|                                  |

| Censo | Población |
| ----- | --------- |
| 1960  | 309       |
| 1970  | 370       |
| 1980  | 495       |
| 1990  | 653       |
| 2000  | 744       |
| 2010  | 831       |
| 2020  | 997       |